# Skansen Lejonet

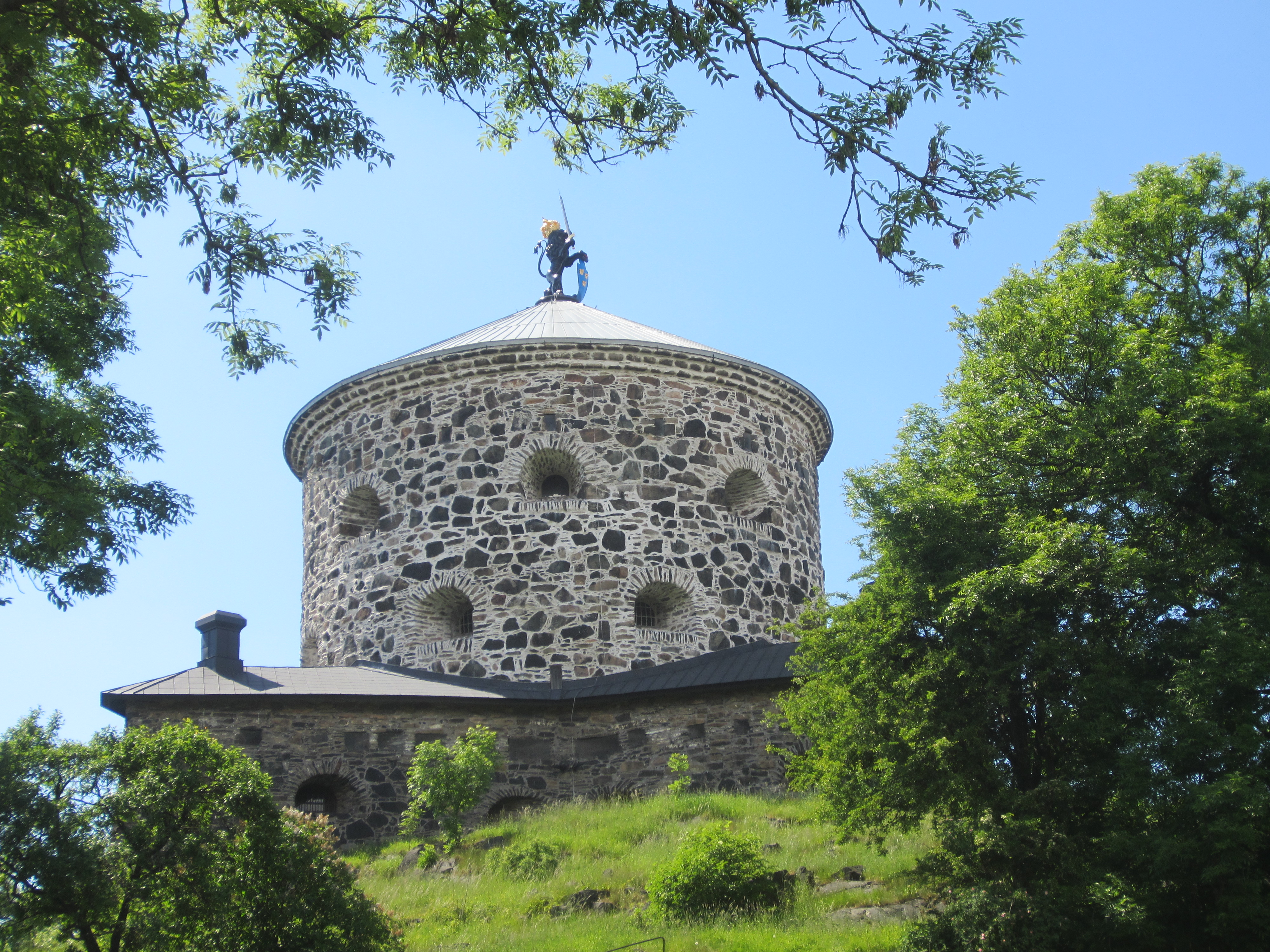
Skansen Lejonet, juni 2013.

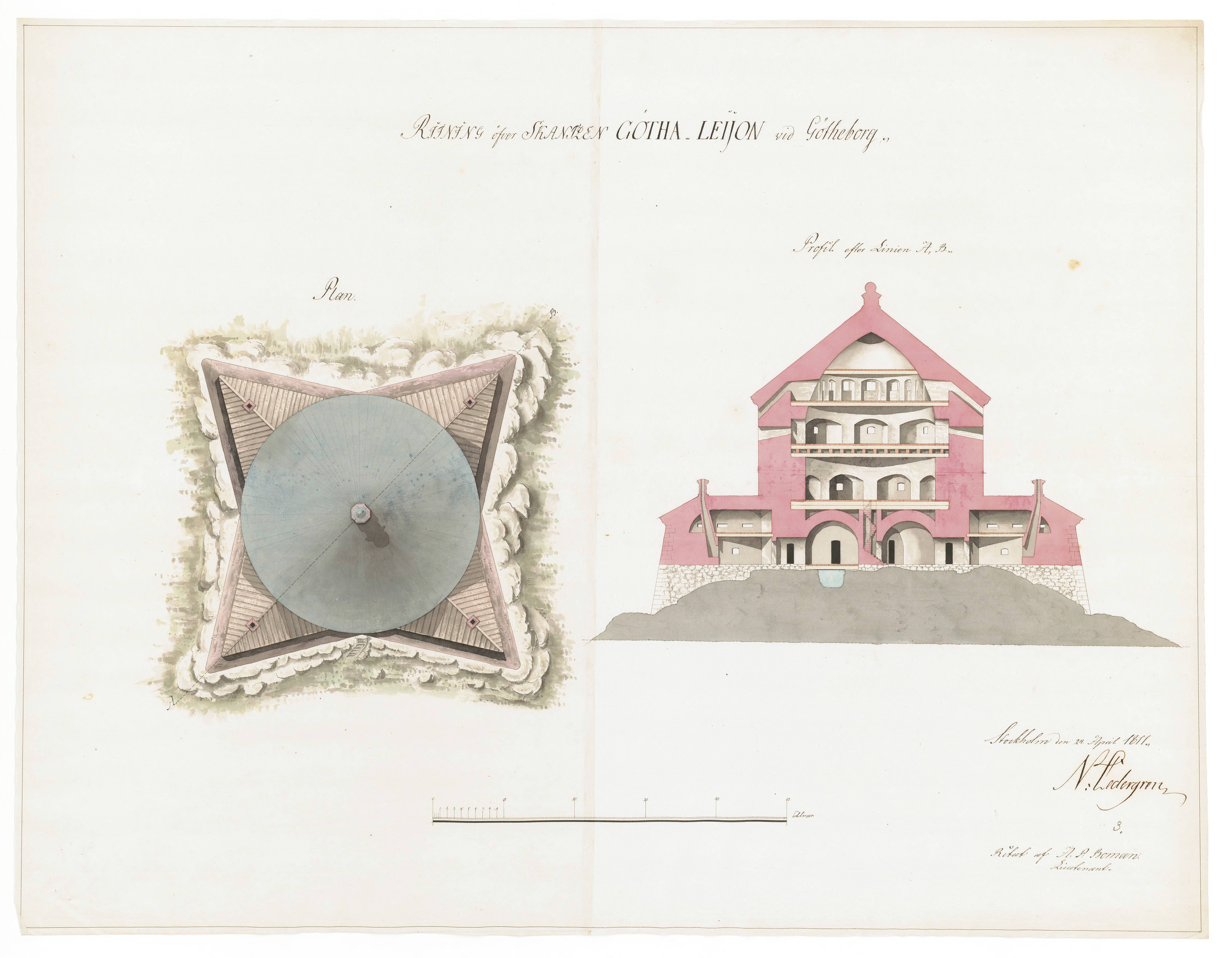
Plan- och sektionsritning över Skansen Götha Lejon, från år 1811.

Skansen Westgötha Leijon, i dagligt tal Skansen Lejonet eller äldsta benämning Gullberg Skantz, ligger på Gullberget vid Gullbergsvass i Göteborg. Den är en av två försvarsskansar som uppfördes i slutet av 1600-talet av Erik Dahlbergh. Den andra är Skansen Kronan som grundlades två veckor före "Lejonet".
I Erik Dahlberghs bokverk Suecia antiqua et hodierna från 1690–1710 finns en gravyr av Göteborg där man ser den nyuppförda skansen i förgrunden. På denna gravyr kallas Skansen Lejonet för Leo Gothicus, alltså latin för Göta Lejon.
Skansen Lejonet är statligt byggnadsminne sedan den 25 januari 1935. Byggnaden reser sig 57 meter över havet, och är 29 meter hög.
Skansen Lejonet är en av Sveriges 11 salutstationer där officiella saluter avges av Försvarsmakten vid särskilda högtider såsom nationaldagen, Konungens födelsedag, etc. Salutstationen består av fyra stycken 57 mm kanon M/89.

## Historia

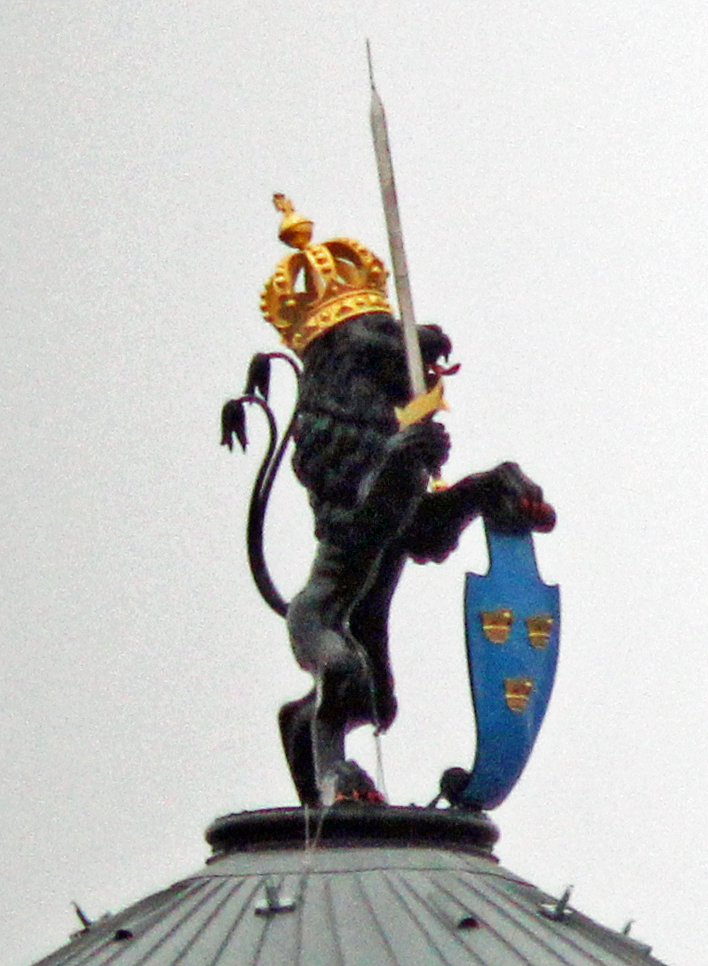
Lejonet på toppen.

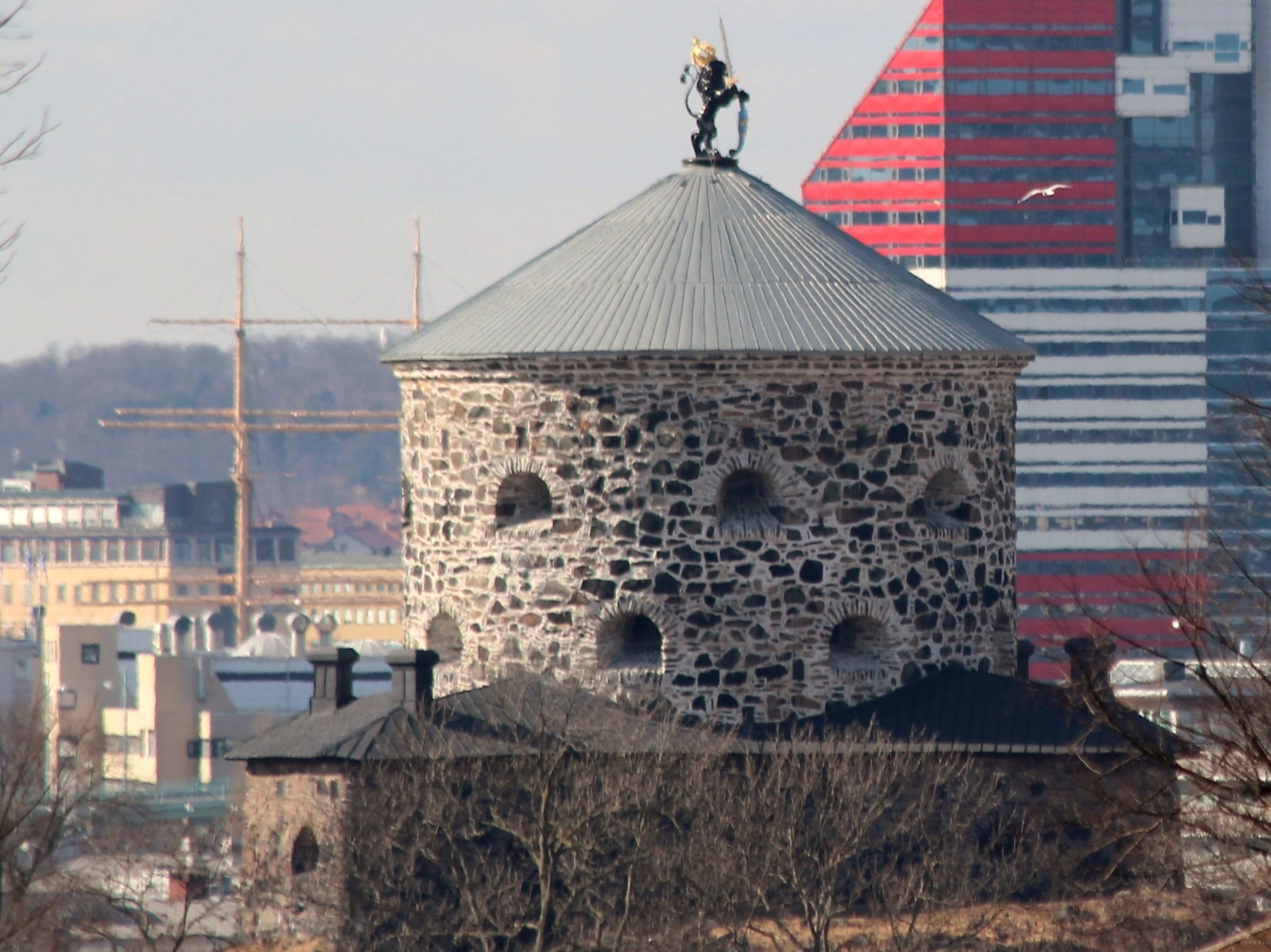
Skansen Lejonet från Östra kyrkogården med Läppstiftet och Barken Viking i bakgrunden.

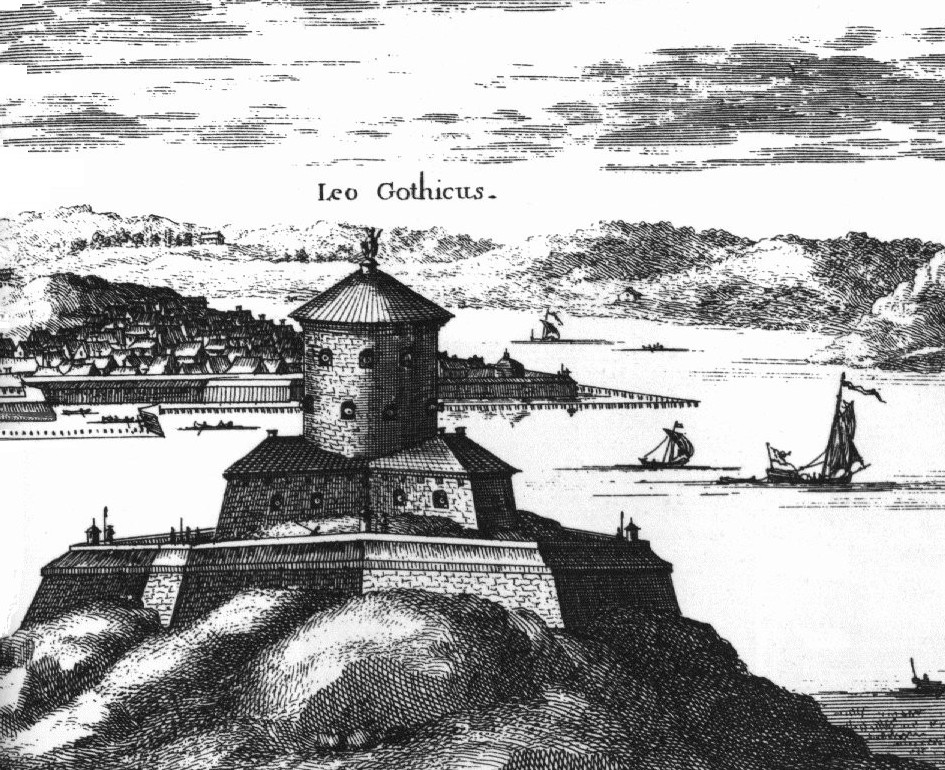
Skansen Lejonet, detalj ur Suecia antiqua et hodierna.

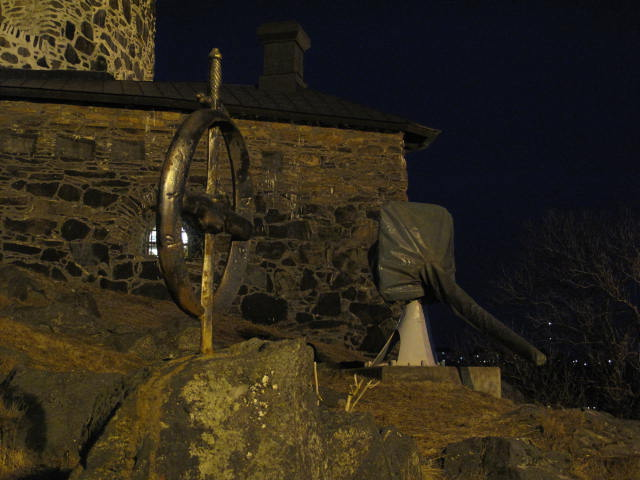
Götiska Förbundets svärdsymbol och salutkanon vid Skansen Lejonet.

Den första säkert kända befästningen omnämns år 1303, då kung Birger i striden mot sina bröder hertigarna Erik och Valdemar, lät bygga ett fäste på berget, Gullbergs Hus, vid Gullbergs- nuvarande Mölndalsåns utlopp. Älvstranden gick då alldeles intill Gullberget.
Flera gånger under unionstidens strider byggdes försvarsanläggningar på Gullberg, senaste gången var 1522 under Gustav Vasas befrielsekrig. De förstördes dock av danskarna redan samma år. Därefter låg Gullberg obefäst till slutet av Nordiska sjuårskriget, då Erik XIV 1568 gav order om att klippan skulle befästas. Ett blockhus omtalas samma år, och från 1570 finns räkenskapsböcker förda på Gullberg. Fästet skulle ersätta det förlorade Älvsborgs slott, men behölls även efter det att detta år 1571 återtagits och beskrivs som att bestå av vallar och blockhus. En dansk medaljbild från 1612 tycks bekräfta detta.
Arbetet med Skansen Westgötha Leijon påbörjades i maj 1687, då man schaktade undan det nio alnar tjocka lagret av sten och jord som täckte Gullbergsklippan. Ritningarna godkändes av Karl XI först den 22 juni 1687. Den 10 september 1689 besöktes skansen av kungen tillsammans med hertig Fredrik IV av Holstein-Gottorp, fältmarskalk Rutger von Ascheberg, landshövdingen Johan Benedict von Schönleben samt ytterligare 18 höga officerare, och det berättas att "konungen tillsammans med sitt höga och förnämliga medfölje steg upp på taket utanpå huvan, och där svingade sitt dryckesglas fyllt med rhenvin och skålade först för kungahuset och så för alla bra soldater och vackra damer." Den närvarande Erik Dahlbergh skrev i sin bok; "Kunnandes man icke tro att någonsin någon konung på det rummet dricker mer några skålar." 

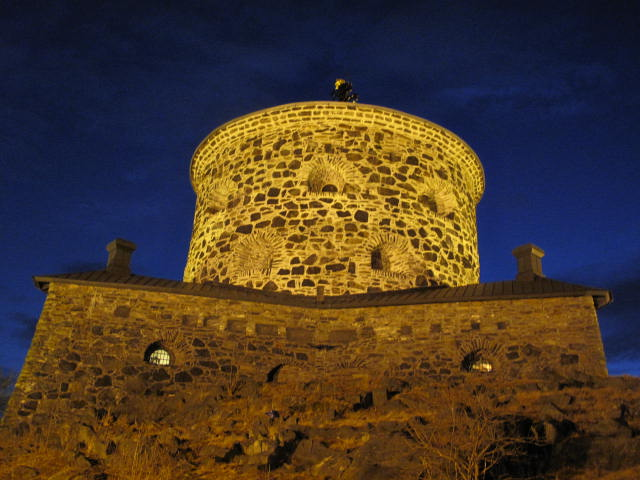
Skansen Lejonet vid blå timmen.

Först 1694 stod Skansen Lejonet helt klar.
År 1692 fick skansen en tornprydnad, ett med en förgylld krona krönt lejon, som i högra tassen höll ett lyftat svärd som utfördes av bildhuggaren Marcus Jäger den äldre. Lejonet ersattes senare av en träkula, men när byggnadens tak år 1891 förstördes av en eldsvåda bestämdes att ett lejon på nytt skulle pryda tornet. Arkitekten Eugen Thorburn ritade det nya lejonet, fyra meter högt och utfört i koppar, vilket kom på plats den 6 oktober 1893.
Skansen var ett mastodontbygge med 24 fot (drygt 7 meter) tjocka väggar.
Den var en viktig del av Göteborgs försvar fram till 1822. Efter det blev den förråd för den kruttillverkning som då bedrevs på Lejongatan, nuvarande Kruthusgatan.
Senare kom den att fungera som förråd för landstormen.
Då man borrade vid Gullbergsvass, cirka 400 meter från Skansen Lejonet, upptäcktes en hälsokälla som innehöll ämnen som klornatrium, jod och bromsalter. Källan hade uppmärksammats redan av Carl von Linné vid hans Västgötaresa 1746.
Skansen gick ur militär tjänst 1942, renoverades på 1970-talet och blev förbundsborg för Götiska Förbundet 1974.
Skansen renoverades senast 2010 och det då guldfärgade lejonet målades om i de ursprungliga färgerna.